# Manuela Paví
Manuela Paví (Pradera, Valle del Cauca; 28 de diciembre de 2000) es una futbolista colombiana. Juega como delantera en el  West Ham United Women de Inglaterra.

## Selección nacional
Debutó con la selección mayor de Colombia el 9 de noviembre de 2019 contra Argentina en un partido amistoso.
El 9 de febrero de 2024 fue convocada para disputar la Copa Oro Femenina.

### Participaciones en Campeonatos Sudamericanos
| Competición                     | Categoría | Sede  | Resultado   |
| ------------------------------- | --------- | ----- | ----------- |
| Campeonato Sudamericano de 2022 | Sub-20    | Chile | Subcampeona |

### Participaciones en Copas Oro de la Concacaf
| Copa          | Sede           | Resultado        | Partidos | Goles |
| ------------- | -------------- | ---------------- | -------- | ----- |
| Copa Oro 2024 | Estados Unidos | Cuartos de final | 3        | 2     |

#### Goles internacionales
| No. | Fecha                 | Sede                                          | Rival   | Marcador | Resultado | Competición              |
| --- | --------------------- | --------------------------------------------- | ------- | -------- | --------- | ------------------------ |
| 1   | 21 de febrero de 2024 | Snapdragon Stadium, San Diego, Estados Unidos | Panamá  | 1–0      | 6-0       | Copa Oro Femenina 2024   |
| 2   | 21 de febrero de 2024 | Snapdragon Stadium, San Diego, Estados Unidos | Panamá  | 2–0      | 6-0       | Copa Oro Femenina 2024   |
| 3   | 25 de julio de 2024   | Parc Olympique Lyonnais, Lyon, Francia        | Francia | 3–2      | 3-2       | Juegos Olímpicos de 2024 |

## Clubes
| Club             | País       | Año           |
| ---------------- | ---------- | ------------- |
| Orsomarso        | Colombia   | 2019 - 2021   |
| Deportivo Cali   | Colombia   | 2021-2023     |
| Atlético Mineiro | Brasil     | 2023          |
| Deportivo Cali   | Colombia   | 2024          |
| West Ham United  | Inglaterra | 2024-presente |

## Palmarés

### Títulos nacionales
| Título        | Club           | País     | Año  |
| ------------- | -------------- | -------- | ---- |
| Liga Femenina | Deportivo Cali | Colombia | 2021 |
| Liga Femenina | Deportivo Cali | Colombia | 2024 |